# 육십종곡
〈육십종곡〉 (六十種曲)은 명나라 남곡 전기선집으로 선자는 명말의 장서가 모진(毛晋)이다.
그의 서실(書室)인 급고각(汲古閣)에 전해지던 명인(明人) 전기(傳奇) 59종과 원인 잡극(元人雜劇)인 <서상기> 1종의 60종을 수록하고 있다. 현존 명대 전기선집 중 최대의 규모로서, <비파기> <환혼기> 이하의 중요 작품을 선본(善本)에 의해서 오늘에 전한 공적이 크다.